# Diamantino
Diamantino là một đô thị thuộc bang Mato Grosso, Brasil. Đô thị này có diện tích 7630,212 km², dân số năm 2007 là 18634 người, mật độ 2,44 người/km².